# Juror No. 2
Juror #2 —conocida como Juror No.2 o Jurado nº 2 en España e Hispanoamérica— es el título de la película estadounidense de 2024 de suspense y drama judicial, dirigida por Clint Eastwood, escrita por Jonathan Abrams y protagonizada por Nicholas Hoult, Toni Collette, J. K. Simmons y Kiefer Sutherland.Su premier mundial se realizó el 27 de octubre de 2024 en el TCL Chinese Theatre como cierre de la 38.ª edición del festival de cine AFI Fest 2024.En España llegó a la gran pantalla el 31 de octubre de 2024, y un día después, 1 de noviembre de 2024, se estrenó en los Estados Unidos.
La película es distribuida por Warner Bros. Pictures, con una coproducción con Dichotomy Films, Gotham Group y Malpaso Productions. Eastwood también ejercerá como productor junto a Adam Goodman, Tim Moore y Jessica Meier, mientras que Ellen Goldsmith-Vein y Jeremy Bell ejercen como productores ejecutivos. 
Para Eastwood es su película cuadragésimo sexta como director y la que pone el punto final a su carrera.

## Argumento
En Savannah, Georgia, el periodista y alcohólico en recuperación Justin Kemp es convocado para formar parte del jurado en un caso relacionado con la muerte de Kendall Carter, quien, un año antes, tuvo una pelea con su novio James Sythe en un bar local y luego fue encontrada muerta debajo de un puente. Sythe está acusado de su asesinato.
Faith Killebrew, que espera atraer a los votantes con una condena por violencia doméstica de alto perfil en su candidatura a fiscal de distrito, actúa como fiscal. Los testigos confirman que Sythe estaba borracho y alteró el orden público la noche en cuestión y que siguió a Kendall después de que ella se fuera furiosa. Además, el forense testifica que sus lesiones eran compatibles con una agresión con un objeto contundente, y un testigo ocular afirma haber visto a Sythe desde donde fue arrojado el cuerpo de Kendall.
Justin, que no sabía nada del caso, se da cuenta de que él mismo podría ser el asesino de Kendall porque, la noche de su muerte, él también estaba en el mismo bar, -aunque no bebió nada- y de retorno a su casa, había chocado contra algo; como era de noche y llovía copiosamente, no pudo encontrar contra qué y, suponiendo que había atropellado a un animal (era zona de ciervos) se había olvidado del tema.
Horrorizado por la posibilidad de que un hombre inocente sea condenado, Justin le pide consejo a su padrino de Alcohólicos Anónimos, Larry, ya que este es abogado defensor. Larry le advierte que, debido a sus antecedentes por conducir bajo los efectos del alcohol, nadie creerá que estaba sobrio, por lo que sería encarcelado. Larry añade que el jurado debe llegar a un veredicto: Killebrew ha vinculado el caso a su campaña electoral y lo juzgará tantas veces como sea necesario, por lo que aguantar y forzar un juicio nulo no salvará a Sythe.
Justin decide defender un veredicto de no culpabilidad, usando su propia historia para demostrar que Sythe es capaz de cambiar, pero el defensor público de Sythe, Eric Resnick, está sobrecargado de trabajo y comete varios errores, al no ofrecer una opinión médica competitiva y no plantear preguntas sobre la mala visibilidad nocturna.
La mayoría de los jurados están a favor de una condena, y el detective retirado Harold propone, a sugerencia de Justin, examinar el caso de cerca, ya que el testimonio de los testigos oculares podría no ser confiable. Otro miembro del jurado confirma que habría habido poca visibilidad, y un estudiante de medicina señala que las lesiones de Kendall podrían ser consecuencia de un atropello y fuga, teoría con la que muchos comienzan a estar de acuerdo.
Harold rompe las reglas del jurado al recopilar datos sobre las visitas al taller de carrocería después de la muerte de Kendall y, al día siguiente, dice que ha reducido la búsqueda a quince vehículos, incluido el de Justin. Cuando se le presenta esta información, Justin revela estratégicamente la investigación de Harold al tribunal y lo descalifican del jurado.
Killebrew se siente cada vez más indecisa con el caso, al darse cuenta de que la policía indujo al testigo a identificar a Sythe en el juicio. A pesar de su deber de sinceridad, se niega a retirar la acusación. Se lleva los registros de reparación y visita a cada uno de los propietarios de los vehículos.
El vehículo de Justin está en la lista, pero registrado a nombre de su esposa Ally, quien repite como un loro su historia falsa a Killebrew. Más tarde, Ally se enfrenta a Justin, quien admite haber estado en el bar esa noche, sin beber, y repite que atropelló a un ciervo, pero en otra carretera. Aunque escéptica, ya que está embarazada y ha tenido un aborto espontáneo anteriormente, guarda silencio para proteger a su familia.
Después de que un miembro del jurado se niega a cambiar su voto, Justin convence al resto de votar a favor de condenar, aunque no está presente cuando se da el veredicto. Sythe es sentenciado a cadena perpetua sin libertad condicional y Killebrew descubre que Justin es el marido de Ally.
Después de la sentencia, Killebrew se reúne con Justin, quien sugiere vagamente que si alguien más mató accidentalmente a Kendall, esa persona no debería merecer un castigo severo. Ella argumenta que, con un hombre inocente condenado, ya no se trata de un accidente.
Justin señala que si Killebrew fuera a por otro asesino después de haber presionado tanto para que Sythe fuera condenado, perdería su puesto como fiscal del distrito y un "buen hombre" vería su vida y su familia destruidas. Le implora que deje el caso en paz y añade que Sythe tenía antecedentes de violencia.
Ally da a luz sin problemas, Killebrew es elegida fiscal del distrito y Resnick nunca sigue las pistas de Harold. Justin vende su auto para destruir su conexión con el crimen, pero mientras él y Ally juegan con su hija, Killebrew toca a su puerta. Justin abre y ambos se miran en silencio.

## Elenco principal
| Actor                    | Personaje                                                                                        |
| ------------------------ | ------------------------------------------------------------------------------------------------ |
| Nicholas Hoult           | Justin Kemp, un periodista convocado para servir como jurado.                                    |
| Zoey Deutch              | Allison "Ally" Crewson, la esposa de Kemp y maestra de escuela local.                            |
| Toni Collette            | Faith Killebrew, la fiscal adjunta del distrito que procesa el caso Carter.                      |
| Chris Messina            | Eric Resnick, el defensor público que representa a Sythe.                                        |
| Kiefer Sutherland        | Larry Lasker, el patrocinador de Kemp en Alcohólicos Anónimos y, más tarde, su abogado defensor. |
| J. K. Simmons            | Harold, un ex detective de homicidios y testigo judicial.                                        |
| Gabriel Basso            | James Michael Sythe, el sospechoso.                                                              |
| Francesca Eastwood       | Kendall Carter, la víctima.                                                                      |
| Amy Aquino               | Thelma Hollub, la jueza.                                                                         |
| Leslie Bibb              | Denice Aldworth, la presidenta del jurado                                                        |
| Cedric Yarbrough         | Marcus, un miembro del jurado                                                                    |
| Adrienne C. Moore        | Yolanda, una miembro del jurado                                                                  |
| Chikako Fukuyama         | Keiko, miembro del jurado.                                                                       |
| Zele Avradopoulos        | Irene, miembro del jurado                                                                        |
| Drew Scheid              | Brody, un miembro del jurado.                                                                    |
| Bradley Darryl "BD" Wong | Médico Forense                                                                                   |

## Producción

### Antecedentes
Juror #2, fue anunciada como la nueva película de Clint Eastwood, dos años después de recibir críticas decepcionantes por su anterior western Cry Macho (2021), el director —de 93 años en el momento— quiso afrontar un último proyecto para despedirse de la industria cinematográfica con la frente en alto. La búsqueda de una historia adecuada llevó a Eastwood al guion escrito por Jonathan Abrams, que permaneció sin filmarse en Hollywood durante más de 15 años. Luego de revisar el guion, agregar nuevos personajes secundarios y ajustar las edades de algunos personajes. 

### Preproducción
La preproducción comenzó a fines de 2022, cuando se anunció que Clint Eastwood había fijado el proyecto como su próxima películapara Warner Bros, donde Eastwood ha estado desarrollando sus proyectos durante casi 50 años. En coproducción con las compañías Dichotomy Films, Gotham Group y Malpaso Productions.
Eastwood también ejercerá como productor junto a Adam Goodman, Tim Moore y Jessica Meier, mientras que Ellen Goldsmith-Vein y Jeremy Bell ejercen como productores ejecutivos.

### Casting
En marzo de 2023, se anunció que Eastwood buscaba a una joven estrella de Hollywood para el papel principal.
El propio Eastwood dirigió el proceso de selección; se reunió con varios actores de primera fila en Hollywood y el 15 de abril de 2023, decidió que Hoult y Collette eran los candidatos ideales para interpretar a los protagonistas. Eligió a Nicholas Hoult para el papel principal del jurado Justin Kemp,mientras que Toni Collette venció a Charlize Theron en el proceso de selección para el papel de fiscal.Para Collette y Hoult, sería su reencuentro en pantalla grande 22 años después de interpretar a madre e hijo en About a Boy (2002).
Zoey Deutch fue elegida al mes siguiente, como la esposa de Justin Kemp. Para Deutch y Hoult, sería la segunda vez que coincidieran en pantalla, tras trabajar juntos en la película Rebelde entre el centeno (2017). Kiefer Sutherland fue escogido para interpretar a su confidente en alcohólicos anónimos.
El acusado en el caso de asesinato es interpretado por Gabriel Basso, mientras que el papel de su defensor público fue elegido por Chris Messina.
En junio de 2023 Leslie Bibb se incorporó al elenco como jurado. En diciembre de 2023,  J. K. Simmons se unió al elenco como jurado, junto con Amy Aquino, Adrienne C. Moore, Cedric Yarbrough, Chikako Fukuyama y Onix Serrano que también protagonizarán papeles secundarios.

### Rodaje
El rodaje con el camarógrafo Yves Bélanger comenzó a mediados de junio de 2023 y tuvo lugar en dos ciudades del estado de Georgia, en Pooler y en Savannah; también se ha filmado en Los Ángeles antes de que se suspendiera el rodaje en el mes de julio debido a la huelga SAG-AFTRA de 2023. La producción se reanudó en noviembre tras la conclusión de la huelga.
La película concluyó su producción en abril de 2024.Debido al famoso estilo de dirección de Eastwood, que generalmente solo filma una toma para sus escenas y es rápido en la sala de edición, el tiempo entre que finaliza el rodaje y el estreno de esta, suele ser relativamente corto.
La película se produjo con un presupuesto de 30 millones de dólares.

### Música
El músico Mark Mancina ha compuesto la banda sonora de la película.

## Estreno
Juror #2 originalmente estaba concebida como un estreno en streaming en HBO Max. Sin embargo, el estudio se replanteó la distribución en salas después de proyectar la película.
Juror #2 efectuó su estreno mundial como cierre de la 38.ª edición del festival de cine AFI Fest el 27 de octubre de 2024, de la mano de Hoult y Collette. su estreno limitado en salas limitadas el 1 de noviembre de 2024 está previsto por Warner Bros. Pictures.En España la película se estrenará en los cines el próximo 31 de octubre, un día antes que en los de Estados Unidos, que será el 1 de noviembre de 2024, por Warner Bros. Pictures 
El tráiler de la película, con una duración de 2 minutos, fue lanzado el 1 de octubre de 2024, junto con el póster oficial de la película y las primeras imágenes promocionales.
El estreno de Juror #2 continúa una larga relación entre Eastwood y AFI, ya que el cineasta ha lanzado los estrenos mundiales de American Sniper (2014), J. Edgar (2011) y Richard Jewell  (2019) en el AFI Fest.